# Саровское сельское поселение
Са́ровское се́льское поселе́ние — муниципальное образование в Колпашевском районе Томской области Российской Федерации.
Административный центр — посёлок Большая Саровка.

## История
Статус и границы сельского поселения установлены Законом Томской области от 09 сентября 2004 года № 195-ОЗ О наделении статусом муниципального района, поселения (городского, сельского) и установлении границ муниципальных образований на территории Колпашевского района.

## Население
| 2002  | 2010  | 2012  | 2013  | 2014  | 2015  | 2016  |
| ----- | ----- | ----- | ----- | ----- | ----- | ----- |
| 1672  | ↘1412 | ↘1370 | ↘1359 | ↘1339 | ↗1351 | ↘1304 |
| 2017  | 2018  | 2019  | 2020  | 2021  |       |       |
| ↘1269 | ↘1235 | ↘1200 | ↘1166 | ↘882  |       |       |

## Состав сельского поселения
| № | Населённый пункт | Тип населённого пункта          | Население |
| - | ---------------- | ------------------------------- | --------- |
| 1 | Большая Саровка  | посёлок, административный центр | ↘552      |
| 2 | Новоильинка      | село                            | ↘198      |
| 3 | Новосондрово     | деревня                         | ↘4        |
| 4 | Тискино          | деревня                         | ↘39       |
| 5 | Чугунка          | деревня                         | ↘89       |

### Упразднённые населённые пункты
Трехустье-Кальджа — упразднённая в 2004 году деревня.

## Археология
В древней кулайской культуре выделены два хронологических этапа в её развитии, один из которых назван по имени Большой Саровки, где проводились раскопки: васюганский, сопровождающийся бронзовым ажурным литьем (IV—I вв. до н. э.), и саровский (Саровское городище), который датирован началом I тыс. н.э.